# Dél-Korea az 1956. évi téli olimpiai játékokon
Dél-Korea az olaszországi Cortina d’Ampezzóban megrendezett 1956. évi téli olimpiai játékok egyik részt vevő nemzete volt. Az országot az olimpián 1 sportágban 4 sportoló képviselte, akik érmet nem szereztek.

## Gyorskorcsolya
| Versenyző       | Versenyszám | Eredmény | Helyezés |
| --------------- | ----------- | -------- | -------- |
| Csang Jong      | 500 m       | 43,5     | 28.*     |
| Csang Jong      | 1500 m      | 2:16,7   | 29.      |
| Csang Jong      | 5000 m      | 8:17,6   | 23.      |
| Cso Junszik     | 500 m       | 44,0     | 34.*     |
| Cso Junszik     | 1500 m      | 2:20,0   | 42.*     |
| Kim Csongszun   | 1500 m      | 2:20,5   | 44.      |
| Kim Csongszun   | 5000 m      | 8:34,3   | 36.      |
| Kim Csongszun   | 10 000 m    | 17:52,6  | 30.      |
| Phjon Cshangnam | 1500 m      | 2:23,5   | 51.*     |
| Phjon Cshangnam | 5000 m      | 8:36,7   | 37.      |

* - egy másik versenyzővel azonos eredményt ért el